# 10 aC
El 10 aC fou un any del calendari romà prejulià.

## Naixements
- 1 d'agost: Claudi, emperador romà (r. 41-54) de la dinastia julioclàudia.[1]